# Concilio de Roma (1050)
En abril del año 1050 se convocó en Roma un concilio que fue muy numeroso. 
El Papa León IX, a quien se había denunciado la herejía de Berenguer hizo leer delante de todo el Concilio su primera Carta a Lanfranc, célebre Monje de la Abadía del Bec, en Normandía, sobre la Eucaristía. Se vio que Berenguer recibía a Juan Scot, condenaba a Pascasio y seguía opiniones contrarias a la Fe sobre la Eucaristía. 
Se pronunció una sentencia por la cual fue privado de la Comunión de la Iglesia. Después Lanfranc, de quien se sospechaba aunque injustamente, que aprobaba los errores de Berenguer, explicó sus opiniones con tanta claridad y fuerza que fueron aprobadas por el Papa y por todo el Concilio.